# Luna Sea (band)
Luna Sea is een Japanse rockband, gevormd in 1989 door Ryuichi Kawamura, Yasuhiro "Sugizo" Sugihara, Shinobu "Inoran" Inoue, Jun "J" Onose en Shinya Yamada. Deze line-up bleef stabiel tot en met 2000, toen de band uit elkaar ging. In eind 2007 en medio 2008 zijn er enkele nieuwe (reünie)concerten geweest. Luna Sea heeft in totaal 7 studio-albums gemaakt.

## Biografie
Luna Sea werd "ontdekt" door hide (de legendarische gitarist van X Japan), waardoor de band al snel een platencontract kreeg bij Yoshiki's platenmaatschappij Extasy Records, waarbij Luna Sea in 1991 hun eerste album uitbracht. De band is van origine een Visual Kei-band, en bedient zich van het Kurofuku (黒服) type.
In 1995 was de band zo populair dat het zich een concert in het Tokyo Dome kon permitteren. Met het album Mother nam de muziek een meer progressieve wending, leidend tot een meer progressieve rockachtig geluid. Vijf jaar later zouden ze weer spelen in het Tokyo Dome, als afscheidsconcert. Deze afscheidsconcerten gaf de band op 27 en 28 december.

## Discografie

### Albums
- Luna Sea (21 april 1991)
- Image (21 mei 1992)
- Eden (21 april 1993)
- Mother (26 oktober 1994)
- Style (22 april 1996)
- Shine (23 juli 1998)
- Lunacy (12 juli 2000)
- A Will (11 december 2013)
- Luv (20 december 2017)
- Cross (18 december 2019)

### Singles
- "Believe" (24 februari 1993)
- "In My Dream (With Shiver)" (21 juli 1993)
- "Rosier" (21 juli 1994)
- "True Blue" (21 september 1994)
- "Mother" (22 februari 1995)
- "Desire" (13 november 1995)
- "End of Sorrow" (25 maart 1996)
- "In Silence" (15 juli 1996)
- "Storm" (15 april 1998)
- "Shine" (3 juni 1998)
- "I For You" (1 juli 1998)
- "Gravity" (29 maart 2000)
- "Tonight" (17 mei 2000)
- "Love Song" (8 november 2000)

### Compilaties
- Singles (17 december 1997)
- Never Sold Out (29 mei 1999)
- Period ~The Best Selection~ (23 december 2000)
- Guitar Solo Instruments 1 & 2 (19 december 2001)
- Piano Solo Instruments 1 - 4 (19 december 2001)
- Another Side of "Singles II" (6 maart 2002)
- Slow (23 maart 2005)
- Complete Best (26 maart 2008)